# Тростянець (притока Коритної)
Тростяне́ць — річка в Україні, в межах Томашпільського (витоки), Чернівецького та Ямпільського районів Вінницької області. Права притока Коритної (басейн Дністра).

## Опис
Довжина 28 км, площа водозбірного басейну 144 км². Похил річки 4,5 м/км. Долина V-подібна, у пониззі глибока і вузька. Заплава двостороння. Річище звивисте. Використовується на сільськогосподарські потреби.

## Розташування
Тростянець бере початок біля села Пилипи-Борівські. Тече в межах Подільської височини спершу на південь (частково на південний захід), у пониззі — на південний схід. Впадає до Коритної на північ від села Русава.

## Притоки
- Річка без назви - права притока. Бере початок на схід с. Моївці. Тече переважно на південь і на південному заході Вітрівці впадає у річку Тростянець за 13 км від її гирла. Довжина річки 9,8 км, площа басейну - 17 км².

- Струмок Тростянець - права притока. Бере початок на південному заході від Прилужного. Тече переважно на південний захід і у Вітрівці впадає у річку Тростянець за 15 км від її гирла. Довжина річки 5,4 км, площа басейну - 8,8 км²